# Liga spravedlnosti (film)
Liga spravedlnosti (v anglickém originále Justice League) je americký akční film z roku 2017 režiséra Zacka Snydera, natočený na motivy komiksů z vydavatelství DC Comics o stejnojmenném superhrdinském týmu. V hlavních rolích se představili Ben Affleck, Henry Cavill, Gal Gadotová, Jason Momoa, Ezra Miller a Ray Fisher. Jedná se o pátý snímek filmové série DC Extended Universe.
Film měl premiéru 26. října 2017 v Pekingu a do amerických kin byl uveden 17. listopadu 2017. V roce 2021 byla vydána režisérská verze snímku pod názvem Liga spravedlnosti Zacka Snydera.

## Příběh
Batman (Bruce Wayne) po smrti Supermana (Clark Kent) tuší, že přichází nějaké nebezpečí, a tak dává dohromady tým superhrdinů - Ligu spravedlnosti.
Na ostrově Amazonek se nachází jedna ze tří „mateřských“ krychlí, a ta na zem teleportuje Steppenwolfa, který mění pomocí mateřských krychlí planety tak, aby vypadaly jako jeho rodná planeta. Krychli Amazonek se mu podaří získat a chce získat ty další od Atlanťanů a od lidí. Amazonky zapalují řeckou svatyni, aby Wonder Woman (Diana Prince), která momentálně žije v Paříži, varovaly před Steppenwolfem. Ta se vydává za Batmanem, s tím, že mu pomůže a že Steppenwolf už chtěl Zemi ovládnout jednou, ale to se mu nepodařilo, protože se všichni tvorové ze Země spojili a zbyly tu po něm mateřské krychle.
Jako dalšího chce do svého týmu Batman získat Aquamana (Arthur Curry), který ho ale odmítne. Po Batmanově odjezdu Aquaman zjišťuje, že Steppenwolf ukradl i mateřskou krychli Atlanťanů, což později změní jeho názor.
Do Batmanova týmu se po nabídce připojí Flash (Barry Allen), který je superrychlý. Batman se dozvídá o kyborgovi Victorovi, který získal své schopnosti (inteligenci, moderní zbraně) právě díky mateřské krychli, se kterým se podaří navázat kontakt Wonder Woman. Victor nejdřív odporuje, ale před prvním bojem se přidá.
Steppenwolfovi chybí pouze krychle lidí pro vytvoření Jednoty, která by mela přetvořit Zemi. Útočiště nachází na místě bývalé elektrárny v Rusku. Nechává paradémony nosit k sobě lidi, o kterých si myslí, že by mohli vědět, kde mateřská krychle je. Mezi nimi je i Victorův otec, který o ní ví, ale nic neřekne. Liga spravedlnosti se vydává zachránit unesené lidi a zjišťují, že Flash ve skutečnosti zatím nebojoval. Podaří se jim lidi zachránit, ale Steppenwolfa nezastaví, ani za pomoci Aquamana, který se vydal jim pomoct a přidává se k nim.
Aby měli nějakou šanci v boji proti Steppenwolfovi, chce Batman oživit Supermanovo tělo pomocí mateřské krychle. Většina Ligy je proti, ale nakonec to ale udělají. Problém je v tom, že Superman si vůbec nic nepamatuje a tak chvíli bojuje proti nim, než Alfred přiveze jeho přítelkyni Lois, se kterou odletí před jejich starý dům. V tu chvíli je poslední mateřská krychle bez dozoru a paradémoni ji odnášejí Steppenwolfovi.
Liga spravedlnosti se pomocí Batmanova transportéru dostává do Ruska, kde už Steppenwolf vytvořil Jednotu, která přetváří místní krajinu. Batman se rozhodne odlákat pozornost paradémonů, aby se ostatní dostali ke Steppenwolfovi. Potom, už bojuje s nimi. Zatímco ostatní bojují, Victor se snaží odtrhnout od sebe všechny tři krychle, v čemž mu pořád brání Steppenwolf.
Uprostřed boje, ve kterém se Lize spravedlnosti moc nedaří, se objeví Superman a pomůže jim.

## Obsazení
- Ben Affleck jako Bruce Wayne / Batman
- Henry Cavill jako Clark Kent / Superman
- Amy Adams jako Lois Lane[3]
- Gal Gadotová jako Diana Prince / Wonder Woman
- Ezra Miller jako Barry Allen / Flash
- Jason Momoa jako Arthur Curry / Aquaman[4]
- Ray Fisher jako Victor Stone / Cyborg[5]
- Jeremy Irons jako Alfred Pennyworth[6]
- Diane Lane jako Martha Kent[3]
- Connie Nielsen jako královna Hippolyta[3]
- J. K. Simmons jako James Gordon[3]
- Ciarán Hinds jako Steppenwolf[7][8]